# Obraz Doriana Graye (muzikál)
Obraz Doriana Graye je muzikál Michala Pavlíčka, který vznikl na základě stejnojmenného románu od anglického spisovatele Oscara Wildea. Uvádělo ho pražské Divadlo Ta Fantastika od 18. února 2006 do 29. listopadu 2009.

## Obsazení
| Miloslav König / David Kraus                   | Dorian Gray                                          |
| Iva Marešová / Bára Basiková                   | Dorianova matka, Ještěrka, Operní diva               |
| Tomáš Petřík / Karel Dobrý                     | Henry Wotton                                         |
| Kamil Střihavka / Viktor Dyk                   | Basil Hallward                                       |
| Viktor Dyk / Radim Schwab                      | Alan, námořník                                       |
| Vojtěch Dyk / Martin Písařík                   | Adrian, námořník                                     |
| Michaela Zemánková / Tereza Hálová             | Henryho manželka, charitativní dáma, pokojská, kurva |
| Gabriela Vermelho / Dominika Krátká            | Gwendolyn, charitativní dáma, pokojská, kurva        |
| Kristýna Leichtová / Ida Sovová                | Sybila Vaneová                                       |
| Václav Noid Bárta / Vilém Čok                  | James Vane                                           |
| Helena Dytrtová / Tereza Nekudová              | Vaneová–matka, Henryho teta                          |
| Tomáš Hájíček / Lukáš Kumpricht / Daniel Hůlka | Žebrák, Kelso, Ředitel divadla                       |
| Filip Hirsch                                   | Různé pomocné role                                   |

## Multimédia
Video
- Videoklip Smoking Pleasure – zpěv: Tomáš Hájíček
- Videoreportáž z představení 31. ledna 2009 – účinkují: Kamil Střihavka, Vilém Čok, Kristýna Leichtová, Vojtěch Dyk, Jiří Pokorný, ostatní účinkující

Audio
- Nuda je hrozná[nedostupný zdroj] (128 kbit/s, 2:47) – zpěv: Kamil Střihavka, Tomáš Petřík, Viktor Dyk, Vojtěch Dyk, David Kraus
- Drž se své krásy, hochu[nedostupný zdroj] (128 kbit/s, 1:27) – zpěv: Radim Schwab, Vojtěch Dyk
- Chci líbat tvou krásnou tvář[nedostupný zdroj] (128 kbit/s, 3:27) – zpěv: Vojtěch Dyk, Gabriela Vermelho, Michaela Zemánková, Tereza Nekudová
- Být hit (ukázka) (96 kbit/s, 1:05) – zpěv: Bára Basiková, David Kraus, sbor ODG
- Pojď už k nám (ukázka)[nedostupný zdroj] (96 kbit/s, 1:14) – zpěv: Kamil Střihavka, Václav NOID Bárta, Gabriela Vermehlo, sbor ODG